# تزو شيمينغ
تزو شيمينغ (بالصينية: 邹市明) مواليد 18 مارس 1981 في زونيي، قويتشو، الصين، هو ملاكم محترف صيني يصنف ضمن فئة وزن الذبابة. شارك في دورة الألعاب الأولمبية الصيفية سنة 2004. حقق الميدالية الذهبية في الألعاب الأولمبية الصيفية 2008 وفي 2012. كما حقق ميداليتين ذهبيتين في دورة الألعاب الآسيوية.

## إحصائيات
خاض خلال مسيرته 9 نزالا، فاز في 8 وخسر في 1. فاز بالضربة القاضية في 2 نزالا.

## الميداليات
| الميدالية | المسابقة                       |
| --------- | ------------------------------ |
| ذهبية     | الألعاب الأولمبية الصيفية 2008 |
| ذهبية     | الألعاب الأولمبية الصيفية 2012 |
| برونزية   | الألعاب الأولمبية الصيفية 2004 |
| ذهبية     | دورة الألعاب الآسيوية 2006     |
| ذهبية     | دورة الألعاب الآسيوية 2010     |

## روابط خارجية
- تزو شيمينغ على موقع IMDb (الإنجليزية)
- تزو شيمينغ على موقع بوكس ريك (الإنجليزية) (registration required)
- تزو شيمينغ على موقع أوليمبيديا (الإنجليزية)